# 陳性善
陳性善（？—1402年），名复初，以字行。浙江紹興府山陰縣（今属绍兴市）。明朝初年政治人物，同进士出身，忠於建文帝，靖難之變時兵敗被俘，獲釋後自盡。

## 生平
洪武鄉試，以春秋中式經魁。洪武三十年（1397年），登春榜三甲第二名进士，授官行人司司副，迁翰林院检讨。建文年间，升任礼部侍郎。燕王起兵反，號稱靖难，陈性善改任副都御史监军。官军在灵璧战败，性善與大理丞彭與明、欽天監副劉伯完等皆被俘。不久，悉数得到释放。性善道：“辱命，罪也，奚以见吾君？”朝服跃马入河自尽。燕王入京師，下詔追戮性善，并遣其家人戍邊。。
安宗时，追谥忠节。